# Paxoszi tengeri csata
A paxoszi tengeri csata i. e. 229-ben lezajlott tengeri ütközet volt a jón-tengeri Paxosz szigeténél az Illír Királyság flottája és az Akháj Szövetség tíz hadigályája között. A csata az illírek győzelmével végződött, akik ezt követően fennhatóságuk alá vonták Kerküra szigetét, aminek egyenes következményeként kitört az illírek vereségével záruló első római–illír háború.

## Története
Az Agrón király és Teuta királyné irányítása alatt álló Illír Királyság i. e. 231-től aratott katonai győzelmei (Medion ostroma, illír–epiróta háború), valamint az illír flottának az itáliai kereskedőhajókat is veszélyeztető kalóztevékenysége egyre nagyobb fenyegetettséget jelentett Róma számára. Miután Teuta meggyilkoltatta az udvarába küldött római követek egyikét, a várható háborúra való felkészülés jegyében fokozott intenzitással továbbfejlesztette az illír flottát, és tervet dolgozott ki az illíriai területek kikötővárosainak meghódítására.
I. e. 229-ben flottájának egy része Kerkürához hajózott, ahol az Epidamnosz bevételével kudarcot vallott társaikat bevárva megindították a város ostromát. A kerküraiak segélyszavára az Akháj Szövetség tíz hadigályája csakhamar megjelent a partoknál. Az akhájok számára nem volt kétséges, hogy masszív, három-négy evezősoros hadihajóikkal hamar szétszórják a könnyű lemboszokból álló illír flottát. Az ostromzárat tartó illírekhez azonban csakhamar csatlakoztak szövetségeseik, nevezetesen hét akarnaniai hajó. Utóbbiak átvették az ostromzárat, míg az illír flotta a nyílt tenger felé vette az irányt, és Paxosz szigeténél összecsaptak az akháj gályákkal. Polübiosz leírása szerint az illírek új stratégiát dolgoztak ki. Lemboszaikat négyesével egymáshoz erősítették, és a legszélső hajót oldalával az ellenfél irányába fordították. Az akhájok számára így gyerekjáték volt az illír hajók megcsáklyázása, ezt követően azonban meglepetéssel vették észre, hogy közvetlenül a megtámadott lembosz mögött ott sorakozott három másik. A négy lemboszról az akháj hajó fedélzetére özönlő kétszáz illír harcos hamar felülkerekedett az ellenségen. Az illírek ezzel a hadi csellel megnyerték a paxoszi tengeri ütközetet, megszerezték az akhájok négy triérészét, egyet pedig elsüllyesztettek, fedélzetén az akhájok sztratégoszával, Kerüneiai Margosszal. Ezt látván a kerküraiak önként átadták városukat az illíreknek. A városban hagytak egy helyőrséget a királyné egyik tanácsadója, Pharoszi Démétriosz vezetése alatt, majd visszatértek Epidamnosz partjaihoz, és másodszor is megkísérelték bevenni a várost.
Az Itáliából való átkelés szempontjából stratégiailag fontos Kerküra eleste felgyorsította az eseményeket: Róma hadat üzent az Illír Királyságnak, kitört az első római–illír háború. A rómaiak legelső harci mozzanatukként visszafoglalták a szigetet az illírektől.